# San Francisco Peaks
San Francisco Peaks är den högsta bergskedjan i Arizona. Berrgskedjan ligger precis norr om Flagstaff, centralt i delstaten. Den högsta toppen i kedjan är Humphreys Peak, 3 852 m. Bergskedjan består av lämningar av en grupp utslocknade vulkaner. En akvifär innanför calderan förser Flagstaff med vatten. Bergskedjan tillhör Coconino National Forest.
Biologen Clinton Hart Merriam studerade bergen år 1889. Han beskrev sex ”livszoner” från foten till toppen av bergen baserat på den flora som finns där.
Merriam kom fram till att livszonerna kunde täcka alla olika typer av vegetation som finns i världen om man bara lägger till en till zon, den tropiska zonen. Hans pionjärartade studier lämnade efter sig en av de noggrannaste dokumentationerna av klimatzoner som någonsin har gjorts.  

## Högsta topparna
De fyra högsta topparna i Arizona finns i denna bergskedja:
- Humphreys Peak, 3 850 m
- Agassiz Peak, 3 766 m
- Fremont Peak, 3 648 m
- Aubineau Peak, 3 608 m
- Rees Peak, 3 497 m
- Doyle Peak, 3 493 m